# Comuna Holovli, Slavuta
Holovli (în ucraineană Головлі) este o comună în raionul Slavuta, regiunea Hmelnîțkîi, Ucraina, formată din satele Holovli (reședința) și Nîjni Holovli.

## Demografie
Componența lingvistică a comunei Holovli
     Ucraineană (98,55%)
     Alte limbi (1,02%)
Conform recensământului din 2001, majoritatea populației comunei Holovli era vorbitoare de ucraineană (98,55%), existând în minoritate și vorbitori de alte limbi.